# اتیین مدیروس
اتیین مدیروس (انگلیسی: Etiene Medeiros؛ زادهٔ ۲۴ مهٔ ۱۹۹۱) ورزشکار ورزش شنا اهل برزیل است.
وی در مسابقات کشوری و بین‌المللی در مجموع برندهٔ ۷ مدال طلا، ۸ مدال نقره و ۷ مدال برنز شده‌است.